# Münster (Hesja)
Münster – gmina w Niemczech, w kraju związkowym Hesja, w rejencji Darmstadt, w powiecie Darmstadt-Dieburg.

## Współpraca
Miejscowości partnerskie:
- Abtenau, Austria
- Reinsdorf, Saksonia